# Виштаспа
Виштаспа (авест. Кави Виштаспа; (др.-перс. 𐎻𐏁𐎫𐎠𐎿𐎱) ср.-перс. Кей-Виштасп; (перс. گشتاسپ‎‎) — в иранской литературе полулегендарный царь, современник и покровитель Заратуштры. Его имя четырежды упомянуто уже в «Гатах», позднее он считался последним правителем из династии Кеянидов. Ни страна, где он правил, ни время его жизни достоверно неизвестны, хотя его реальное существование обычно не подвергается сомнению.
В одних текстах представлен как идеальный царь, борец за истинную веру и праведность (Маржан Моле называет его «образцовым инициатом»); в других подчёркнута его воинская доблесть; наконец, в третьих ему приданы черты завистливости и безрассудства.

## В «Авесте»
Кави Виштаспа назван другом Заратуштры, вступившим на путь истины, следующим путями веры Спасителя. Пророк просит Спента-Армайти дать мощь Виштаспе и ему.
В «Ардвисур-яште» Виштаспа из рода Нотаридов стал прославлен быстрыми конями благодаря молитве Ардви-Суре, а Заратуштра молил Ардви-Суру, чтобы та наставила Виштаспу, сына Арватаспы, думать, говорить и действовать по вере, а затем Виштаспа приносил богине в жертву 100 коней, 1000 коров и 10000 овец у воды Фраздану, моля о победе над Тантриявантом, чтящим дэвов Пэшаной и Арэджатаспой, и Ардви-Сура вняла его молитвам. Брат же Арэджатаспы Вандарманиш приносил жертву Ардви-Суре ради победы над Виштаспой, но богиня не вняла молитве. Победа воинов Виштаспы упомянута и в заключительной части «Ардвисур-яшта». Имя Виштаспы встречается также в описании молитвы Хутаосы из дома Нотаридов богу Вайу.
«Замйад-яшт», называя Кави-Виштаспу среди обладателей хварно, говорит об отречении Виштаспы от дэвов, расширении простора Аши-Истине, освобождении им ахуровской веры и том, что он сделался опорой для Заратуштры, победил Тантрияванта, Пэшану, Арэджатаспу и хьяонов. Сражаясь за Аши-Истину с врагами, Виштаспа носил то же оружие, что некогда змееборец Трайтаона, а затем Хаосрава, а в конце мира будет носить Астват-Эрэта. «Фарвардин-яшт» говорит о почитании фраваши Виштаспы, который был опорой веры и освободил её от плена у хьяонов, поместив на возвышенном месте.
В «Ард-яште» перечень врагов Виштаспы, для победы над которыми Виштаспа молился богине Аши у реки Датии, несколько шире: это Аштаарвант; сын Виспатарвы; хьяон Арэджатаспа; чтущий дэвов Даршиника; Тантриявант; Спинджаурушка; также он просит вернуть из хьяонских стран Хумаю и Варидкану (видимо, своих дочерей). «Гуш-яшт» говорит о принесении Виштаспой на берегу Датии жертвы 100 коней, 1000 коров и 10000 овец богине Дрваспе: список врагов и пожеланий совпадает с текстом «Ард-яшта».
О выборе Кави Виштаспы говорит так называемое «Исповедание веры».
Утраченный «Виштасп-саст наск» «Авесты» содержал рассказ о Кай Виштаспе, его свойствах, визите к нему небесных посланников, сообщивших ему сведения об истинной вере, и его войне с Арджаспом, сведения о нём включал также «Чихрдад-наск», а о его семействе — также «Хуспарум-наск».

## В античных текстах
Во II—I веках до н. э. был известен греческий апокалиптический текст «Оракул Гистаспа», в котором излагалась 7-тысячелетняя схема мировой истории: первые 6 тысяч лет бог и Злой дух бьются за власть, а в последнюю тысячу лет правит солнечный бог Митра.
Лактанций называет Гистаспа древним царём мидян, чьим именем была названа река Гидасп. Он предсказал падение римской власти и то, что в последний век благочестивые взмолятся к Зевсу, и тот услышит их призывы и уничтожит нечестивцев. Гистасп, как и Сивилла и стоики, сообщал о гибели тленных вещей в огне. Запрет на чтение книг Гистаспа, по Юстину, внушён злым демоном.
В манихейском тексте «Кефалайа» Зарад назван современником персидского царя Гистаспа. По Аммиану, Гистасп, отец Дария, который продолжил деятельность Зороастра, получил знания от брахманов и передал их магам. Агафий Миринейский уже считает, что хотя персы говорят о Зороастре как современнике Гистаспа, неясно, идёт ли речь об отце Дария или о другом человеке.

## В пехлевийских текстах
Существует рассказ, что Виштаспа заточил оклеветанного врагами Заратуштру в темницу, и тогда вороного коня царя поразила странная болезнь: все его четыре ноги ушли внутрь брюха. Заратуштра, к которому царь обратился за помощью, потребовал, что за исцеление каждой ноги потребует исполнить по просьбе. Конь был исцелен, а просьбами были: принять истинную веру и молитвы самому, обратить в новую веру всех приближенных и наказать клеветников.
Повесть о войне Виштаспа с Аржаспом, правителем хионитов, содержит среднеперсидское «Предание о сыне Зарера», восходящее к парфянскому тексту и в целом совпадающее с повествованием в «Шахнаме» Дакики.
Согласно «Бундахишну», Виштасп одержал победу над Арджаспом у горы Мадофрияд посреди равнины; причём во время этой войны за веру иранцы терпели поражение, но благодаря падению этой горы на середину равнины были спасены; а рядом, на гряде Виштаспа, находится гора Ганавад. Виштасп, утвердившись в распространённой Зардуштом вере, установил священный огонь Фробак на горе Рошан в Кабулистане, а огонь Бурзенмихр — в алтаре на горе Реванд в гряде Виштаспа.
Жену Виштаспы звали Хутос, а сыновей — Спенд-дат и Пешотан. В «Предании о сыне Зарера» Хутос названа его сестрой и женой, родившей ему 30 сыновей и дочерей, среди детей названы Спендидад и Фрашавард.
Правил Кай Виштасп 120 лет, из них 30 — до прихода веры, его преемником стал Вахман. Эти 30 лет завершили третье тысячелетие истории, а приход веры начал четвёртое (эру Козерога), когда Виштасп правил еще 90 лет.
В сочинении «Суждения духа разума» Виштасп именуется царем царей, сыном Кай Лохраспа, который принял маздаяснийскую веру, ублажил и успокоил воду и огонь, уничтожал отродьев Ахримана и трупы дэвов и демонов, восхвалял Ормазда и амахраспандов. Благодаря большему разуму он удостоился райского удела.
Его бессмертную душу Вираз видел в раю. Упоминается «белена Виштаспа».
В «Денкарде» рассказывается о врагах, преследовавших Зартошта при дворе Виштаспа, спасении пророка от них, об обращении Виштаспа к вере, за что тот получил от Ормазда жизнь в 150 лет, и войне с хионитом Арджаспом, а также о том, как Виштасп просил колесницу у Срито (Триты). Перечисляется семь даров-добродетелей, полученных Виштаспом от Ормазда.
Согласно сочинению «Шахрихаин Эран», Виштасп повелел Зардушту записать 1200 глав «Авесты» специальным шрифтом на золотых досках и поместить её в храм огня. В «Денкарде» же говорится, что первоначальная версия этой книги была составлена одним из учеников Зардушта по повелению Виштаспа, и что Виштасп рассылал другим царям послания, увещевавшие принять веру.

## Образ в «Шахнаме»
Поэма Фирдоуси содержит длинный рассказ о Гоштаспе, включивший в себя 1000 бейтов, написанных Дакики.
Гоштасп — старший сын царя Лохраспа и брат Зерира. Лохрасп возвысил двух сыновей Кей-Кавуса, чем Гоштасп был недоволен и попросил отца передать ему венец, но, получив отказ, отправился с дружиной в Хинд. Однако, узнав об этом, Зерир настиг брата и отговорил его от поездки, и Гоштасп вернулся к отцу. Но вскоре Гоштасп, разочарованный отношением отца, решил покинуть Иран и в одиночку отправился в Рум. Лохрасп приказал искать сына, но неудачно.

### Гоштасп вРуме
Сборщик пошлин Хишуй переправляет его на судне в Рум. Там он пытается наняться писцом, пастухом, погонщиком, кузнецом, но всякий раз неудачно (из-за чрезмерной силы и благородного вида). Наконец дехканин из рода Феридуна предлагает Гоштаспу поселиться у него в доме.
Румский кейсар (царь) устраивает смотрины для своей старшей дочери Кетаюн, созывая женихов и предоставляя царевне право самой выбрать мужа. Гоштасп приходит туда, просто чтобы взглянуть на царевну, но та неожиданно выбирает из всех женихов именно его, узнав в нем человека, которого она увидела во сне. Кейсар гневается, считая, что дочь выбрала в мужья безродного бродягу, и не желает больше её видеть.
Кетаюн берёт с собой из дома драгоценности, на которые молодые живут первое время. Гоштасп охотится и отдаёт добычу Хишую, оплачивая тем самым проживание в его доме.
Тем временем придворный Мирин (потомок Сельма) просит у кейсара в жены его вторую дочь. Не желая повторять своей, как он считает, ошибки, кейсар приказывает жениху победить гигантского волка из Фаскунской чащи. Мирин не чувствует себя способным на такой подвиг, а из скрижалей с пророчествами узнаёт, что нужно делать. Мирин едет к Хишую, и они обращаются к Гоштаспу за помощью.
Гоштасп, попросив у Мирина меч Сельма, убивает чудовищного волка с рогами и клыками слона, пока Мирин прячется от страха. Гоштасп рассказывает об этом Кетаюн, а когда Мирин хочет предложить ему награду, отвергает все дары, кроме нового коня. Мирин сообщает кейсару, что это он убил волка, и тот зовёт епископа и выдаёт дочь замуж, радуясь, что второй его зять, в отличие от первого, оказался героем.
Придворный Эхран просит в жены у кейсара его третью дочь, и кейсар приказывает ему сперва убить дракона в горах Сокейла. Эхран просит совета у Мирина, и тот направляет его к Гоштаспу. Гоштасп, попросив воинское снаряжение, убивает дракона, вонзив ему в глотку зубчатый кинжал и добив мечом. Эхран предлагает ему любые дары, но тот берёт лишь лук, стрелы и аркан. Эхран привозит в город труп дракона и получает в жены дочь кейсара.
Когда в городе устраиваются игры, Гоштасп отличается на ристалище при игре в човган и в стрельбе из лука, после чего рассказывает кейсару, что чудовищ убил именно он. Кейсар, узнав, что зять оказался героем, примиряется с дочерью и награждает Гоштаспа (который, скрывая своё настоящее имя, зовет себя Феррохзад).
Кейсар требует дани от хазарского правителя Ильяса, посылая ему письмо, но получает отказ. Тогда он отправляет на войну войско под командованием Феррохзада. В битве Гоштасп ранит Ильяса и берет в плен, румийцы одерживают победу.
Тогда кейсар требует дани от иранского царя, причём румийский посол в беседе с Лохраспом рассказывает ему о подвигах нового героя, появившегося в Руме. Лохрасп догадывается, что речь идет о его сыне, и отправляет послом к кейсару Зерира. Зерир привозит послание и в речи к кейсару называет Гоштаспа изменником. Тогда Гоштасп отправляется в иранский стан, где беседует с Зериром. Кейсар отказывается от планов войны, примиряется с Гоштаспом и посылает ему Кетаюн.

### Принятие зороастризма и война с Эрджаспом
Лохрасп возлагает на сына венец, а сам удаляется в Балх, в святыню Йездана. Жена Гоштаспа Нахид (в прежнем рассказе именуемая Кетаюн) рожает ему двух сыновей: Исфендиара и Пешутена.
Через 30 лет после начала правления Гоштаспа в Иране с проповедью выступает пророк Зердешт. Гоштасп и Зерир принимают его веру, а Гоштасп строит храм Мехри-Борзин, у которого сажает «кешмарское» древо. Следуя совету Зердешта, Гоштасп отказывается платить дань туранскому царю Эрджаспу, который, вняв словам Дива, недоволен принятием новой веры.
Эрджасп отправляет послами дивов Бидрефша и Намхаста, которые сообщают Гоштаспу послание туранского царя. Гоштасп созывает на совет Зерира, Исфендиара и советника Джамаспа и отправляет послание, составленное Зериром. Цари Турана и Ирана собирают войска и выступают в поход.
Джамасп предсказывает Гоштаспу исход сражения, называя имена тех иранских витязей, кому предстоит погибнуть. Гоштасп хочет обойти волю судьбы, не послав именно этих витязей на бой, но поняв, что без них победы не одержать, смиряется. Упорная битва длится 14 дней и ночей, гибнут многие иранские герои, в том числе Зерир. Гоштасп оплакивает его и обещает дочь в награду тому, кто отомстит за погибшего. Также царь обещает возвести на трон Исфендиара, если тот проявит себя в бою.
Исфендиар совершает ряд подвигов. Сын Зарера Нестур, получив от царя коня Бехзада, сражается с убийцей отца Бидрефшем, а Исфендиар приходит ему на помощь и убивает Бидрефша. Иранцы одерживают полную победу.
Гоштасп даёт Нестуру в жены свою дочь Хомай и назначает главой войска. В Балхе царь строит «Гоштаспов храм» и назначает там верховным жрецом Джамаспа. Кейсар и другие цари присылают Гоштаспу дары. Исфендиар по поручению отца объезжает весь мир, мирно обращает народы в веру Зердешта и рассылает им Авесту.

### Гоштасп и Исфендиар
Придворный Горезм клевещет на Исфендиара, сообщив Гоштаспу, что его сын намерен заточить отца. Джамасп по поручению царя привозит к тому Исфендиара. Обратившись к мобедам и получив их одобрение, Гоштасп заточает сына в крепости. 2 года Гоштасп живёт в Систане с иранским войском, о чём узнаёт туранский разведчик Сутух.
Туранское войско во главе с царевичем Кохремом нападает на почти беззащитный Балх. Старик Лохрасп погибает в бою, Кохрем разоряет Балх, сжигает храм и Авесту. Гоштасп, узнав о вторжении и о пленении своих дочерей, собирает войско и движется на Балх. После трехдневной битвы иранцы разбиты, сын Гоштаспа Фершидверд побежден Кохремом и ранен, убиты еще 38 сыновей Гоштаспа. Войско Гоштаспа укрывается на горе.
По совету Джамаспа он решает призвать на помощь Исфендиара. Джамасп отправляется к Исфендиару, и через некоторое время тот достигает горы, где укрывается Гоштасп, и беседует с отцом. Иранцы и туранцы готовятся к новой битве. В этой битве благодаря подвигам Исфендиара иранцы одерживают победу.
Гоштасп опять посылает сына на войну. Совершив семь подвигов, Исфендиар берёт Руиндеж и освобождает сестер, казнив Кохрема и отомстив за гибель Лохраспа.
Тогда Гоштасп требует от сына совершить еще один подвиг: привести связанным величайшего из героев Ростема. В конце концов Исфендиар погибает от руки Ростема. Гоштасп и Кетаюн оплакивают сына, а придворные обвиняют царя в том, что он сам виновен в его гибели, ибо не желал уступать ему свой трон. Гоштасп не желает мстить Ростему, но вскоре и сам Ростем погибает, преданный Шегадом.

### Конец правления
Правление Гоштаспа длилось 120 лет. Он передает царство внуку Бехмену, назначает советником Пешутена и умирает.

## У Алишера Навои
Имя Гуштасп (Гуштосб) упоминается в поэме Алишера Навои Стена Искандара. С ним связан обычай, который пресекается со смертью Дария.